# Hawker Tempest
Hawker Tempest var ett brittiskt jaktflygplan som konstruerades under andra världskriget. Tempest var en vidareutveckling av Hawker Typhoon med tunnare vingar och längre flygkropp vilket medgav högre fart. Från 1944 och fram till krigsslutet var Tempest ett av de snabbaste och kraftigast beväpnade kolvmotordrivna jaktflygplanen i Europa. Efter kriget fortsatte Tempest att utgöra ryggraden i RAF:s jaktdivisioner under övergången till jetflygplan.

## Utveckling

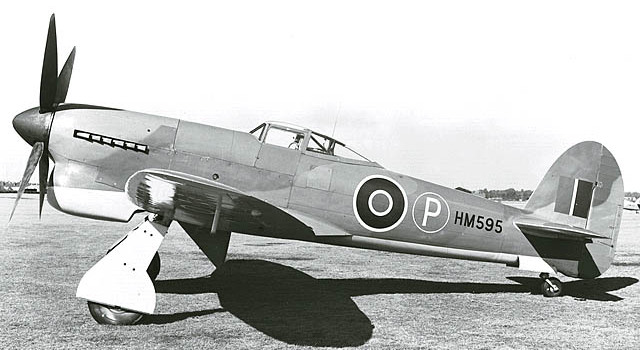
Tempest Mk. V prototyp, här med tidig sidroderfena och förarkabin med sidodörrar.

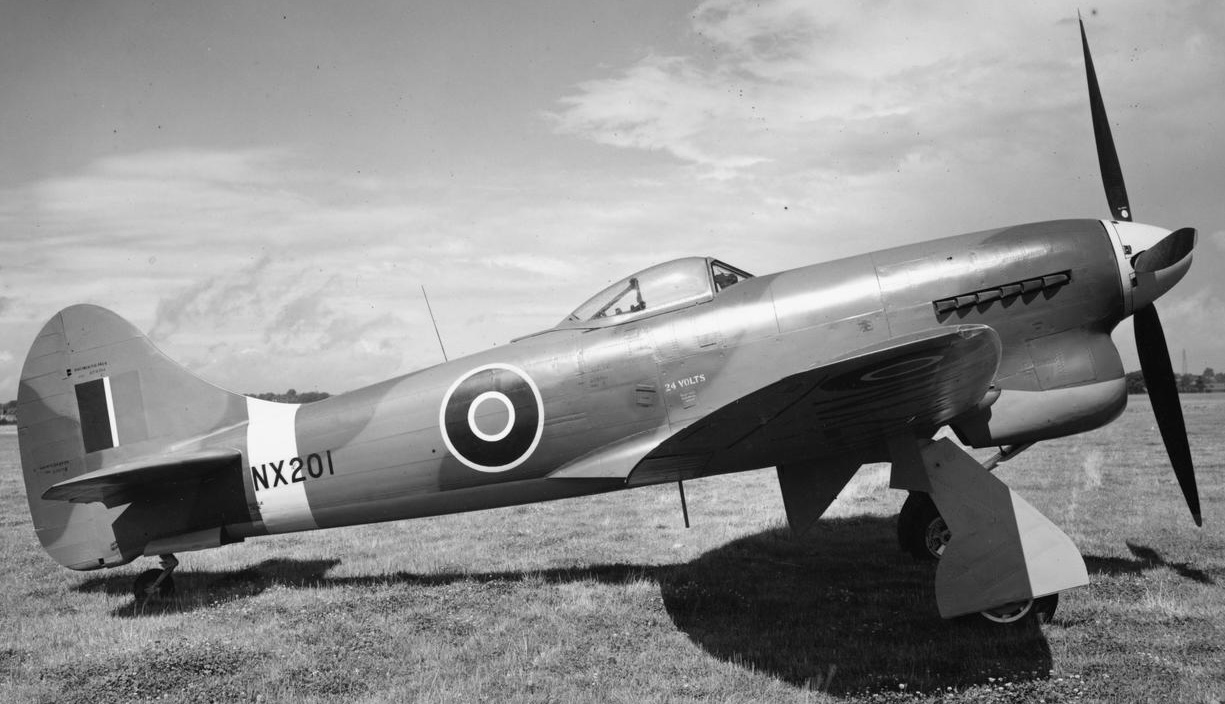
Tempest Mk. V produktionsmodell, här med senare sidroderfena och förarkabin med bakåtskjutande glasbubbla.

Föregångaren Hawker Typhoon var ett viktigt framsteg för brittisk flygindustri och för RAF, men den var långt ifrån problemfri. Ett av problemen var de chockvågor som uppstod vid vingarna vid hastigheter över 750 km/h. För att komma till rätta med det problemet konstruerade Sydney Camm en ny vinge med tunnare profil. De tunnare vingarna gjorde att bränsletankarna behövde flyttas från vingarna till flygkroppen som därmed behövde göras längre. Även stjärtpartiet behövde konstrueras om. Förändringarna var så genomgripande att man valde att frångå det planerade namnet Typhoon II och i stället kalla flygplanet för Tempest.
Den första prototypen flög 2 september 1942 och var en Typhoon där vingarna hade bytts ut. Nästa prototyp var även den en ombyggd Typhoon men försedd med nya vingar och en Napier Sabre IV-motor utan den karaktäristiska kylaren under nosen. Den var med sina 750 km/h i planflykt det snabbaste flygplanet som Hawker dittills byggt. Sabre IV fanns dock bara ännu tillgänglig som provexemplar och var långt ifrån tillförlitlig. Därför utvärderades flera olika motoralternativ, bland annat Tempest Mk. II med Bristol Centaurus-motor, Tempest Mk. III och Mk. IV med Rolls-Royce Griffon-motorer samt Tempest Mk. V med samma Sabre Mk. II-motor som i Typhoon. Den sistnämnda fanns tillgänglig i tillräckligt antal och krävde minst förändringar vilket gjorde att Tempest Mk. V kom i produktion långt innan Mk. II. Den första prototypen med Centaurus-motor flög 28 juni 1943 och var både snabbare och mer tillförlitlig. Hawker såväl som underleverantörerna Gloster och Bristol hade dock sin produktionskapacitet fullbelagd och bara runt 300 Tempest Mk. II hann byggas innan krigsslutet. Ingen av dem sattes in i strid.
När Napier & Son till sist lyckades få den betydligt mer tillförlitliga motorn Sabre V i produktion började Hawker använda den i stället för Sabre Mk. II. Modellen med Sabre V-motor fick beteckningen Tempest Mk. VI och var det sista propellerdrivna jaktflygplanet i RAF.

## Användning
Tempest Mk. V kom ut på förband i januari 1944. Nyzeeländska No.486 Squadron var den första som fick Tempests. Till en början användes de på samma sätt som Typhoon; som jaktbombare beväpnad med bomber eller RP-3-raketer, men i juni samma år fick Tempest-flygplanen att nytt mål; de tyska V-1-robotarna. På låg höjd var Tempest tillräckligt snabb för att hinna upp en V-1:a och en träff med en 20 mm granat var tillräcklig för att förstöra den, men det var genom att accelerera till maxfart på 6 000 meters höjd och sedan dyka efter robotarna som Tempestens fartresurser verklig kom till sin rätt. Med den metoden kunde hastigheten komma upp i närhet av 800 km/h, något som var omöjligt med Typhoon. Totalt 638 V-1:or sköts ner av Tempests. Så snart de allierade hade avancerat så långt att V-1:orna inte längre kunde nå England återgick Tempest-divisionerna till attackuppdrag baserade i Frankrike, Nederländerna och Belgien. Tempest hade även hastighetsresurser och eldkraft att ta sig an det tyska jetdrivna jaktflygplanet Me 262. Totalt 20 Me 262 sköts ner av Tempests.

## Varianter

### Tempest Mk. I

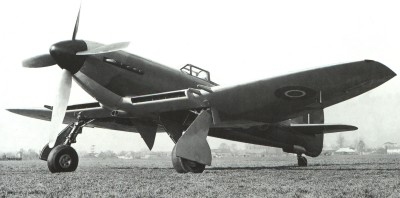
Tempest Mk. I prototyp HM599 med Napier Sabre Mk. IV radmotor.

Tempest Mk. I var en ensitsig jaktvariant av Tempest som var försedd med Napier Sabre Mk. IV radmotor med kylare i vingarna för att reducera luftmotstånd. En prototyp benämnd HM599 byggdes. Tempest Mk. I-varianten skrotades efter problem med Sabre Mk. IV-motorn och vingkylarna.

### Tempest Mk. II

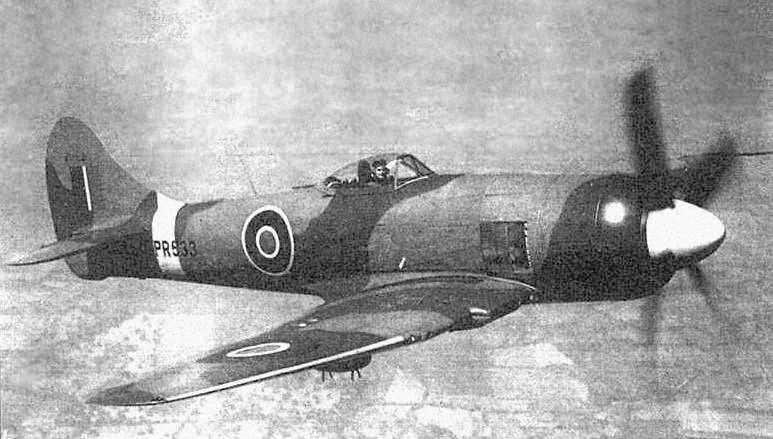
Tempest Mk. II F.B.-produktionsmodell, PR533, med Bristol Centaurus Mk. V stjärnmotor. Notera dess bombbalkar under vingarna.

Tempest Mk. II var en ensitsig jaktvariant av Tempest som var försedd med Bristol Centaurus Mk. V stjärnmotor med oljekylare i höger vinge. Beväpningen bestod av 4 stycken 20 mm Hispano Mk.V automatkanoner med kort eldrör. Tempest Mk. II bar mindre ammunition för sina kanoner än Tempest Mk. V och Mk. VI, 162 patroner för inre kanoner och 152 patroner för yttre kanoner.
Två prototyper benämnda LA602 och LA607 byggdes ursprungligen. Dessa var försedda med Bristol Centaurus Mk. IV-motorer och 20 mm Hispano Mk.II automatkanoner med långt eldrör som stack ut ur vingarna. Försöken med prototyperna var goda, varav 452 exemplar av Tempest Mk. II kom att byggas, 402 av Hawker vid Langley och 50 av Bristol Aeroplane Company vid Banwel. Trots sitt marknummer blev Tempest Mk. II den andra produktionsvarianten av Tempest att byggas, efter Tempest Mk. V.
Tempest Mk. II  kom att byggas i två varianter. De 150 första flygplanen byggdes som rena jaktflygplan och kunde inte montera yttre last. Dessa betecknades Tempest F. Mk. II (F. för Fighter) och bestod av Hawkers första serie om 100 flygplan, samt Bristols enda serie om 50 flygplan. Resterande 302 flygplan byggdes som jaktbombflygplan och hade förstärkta vingar med balklägen som kunde montera yttre last, samt ett antal andra mindre förändringar. Dessa betecknades Tempest F.B. Mk. II (F.B. för Fighter-Bomber). De ursprungliga Tempest F. Mk. II upgraderades senare till F.B.-standard.

### Tempest Mk. III

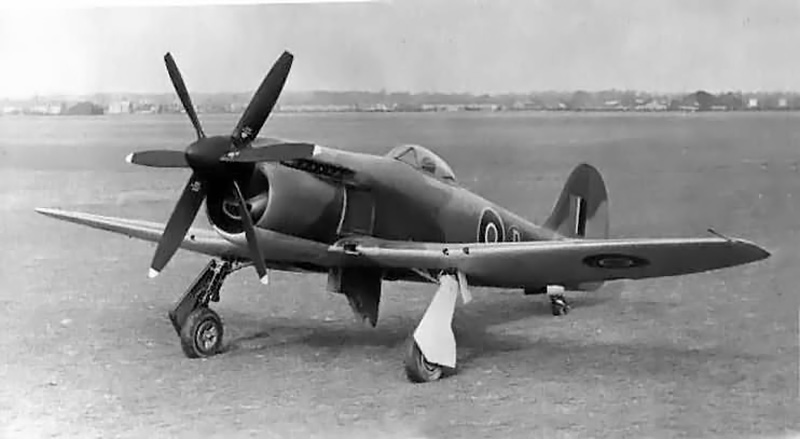
Tempest Mk. III prototyp, LA610, med Rolls-Royce Griffon 85 radmotor. Notera dess dubbla kontra-roterande propeller.

Tempest Mk. III var en ensitsig jaktvariant försedd med Rolls-Royce Griffon 85 radmotor med kontra-roterande propellrar. En prototyp vid namn LA610 byggdes men projektet skrotades snabbt då man beslutade att inte använda Griffon-motorn i Tempestplanen. Prototypen byggdes dock om till prototypen för Hawker Sea Fury.

### Tempest Mk. IV
Tempest Mk. IV skulle ha varit en alternativ variant av Tempest Mk. III fast med en Rolls-Royce Griffon 61 radmotor. En prototyp påbörjades men projektet skrotades innan denna hann färdigställas.

### Tempest Mk. V

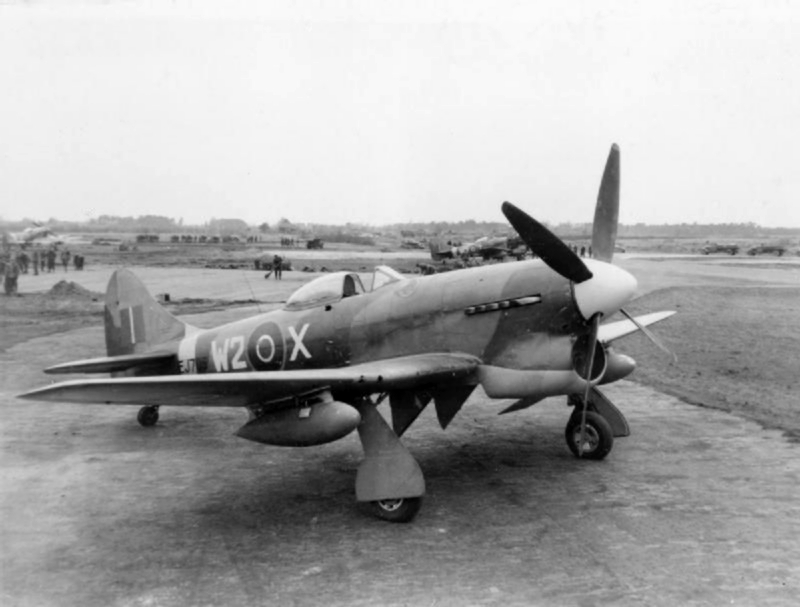
Tempest Mk. V Serie 2-produktionsmodell, EJ705, med Napier Sabre Mk. IIB radmotor, tillhörandes No.80 Squadron på ett flygfält i Nederländerna 1944.

Tempest Mk. V var en ensitsig variant av Tempest försedd med Napier Sabre Mk. II radmotor med kylare under nosen för att förbättra kylning och ammunitionskapacitet. Beväpningen bestod av 4 stycken 20 mm Hispano automatkanoner med 200 patroner per kanon. Tempest Mk. V kunde även förses med yttre last under vingarna såsom fälltankar, flygbomber och attackraketer. Trots detta kom yttre laster att se mycket begränsad användning på Tempest Mk. V under kriget, varav attackraketer inte användes alls. På grund av detta betecknades varianten som Tempest F. Mk. V (F. för Fighter), trots att det egentligen var byggt som ett jaktbombflygplan.
Tempest Mk. V kom att byggas i 801 exemplar och var den första produktionsvarianten av Tempest att byggas. Alla exemplar byggdes av Hawker vid Langley och producerades i serier om 100 flygplan. Den första serien av 100 Tempest Mk. V kom att skilja sig stort från senare serier. Den så kallade Tempest F. Mk. V Serie 1 var beväpnad med fyra stycken 20 mm Hispano Mk.II automatkanoner med långt eldrör som stack ut ur framkanten på vingen och använde vissa komponenter från Hawker Typhoon. De lär även ha varit försedda med samma Napier Sabre Mk. IIA-motor som Hawker Typhoon. Från och med Serie 2, det vill säga Tempest F. Mk. V Serie 2, försågs Tempest Mk. V-flygplan med 20 mm Hispano Mk.V automatkanoner med kort eldrör som inte stack ut från vingkanten, samt andra mindre förändringar. Från och med Serie 2 lär man även ha gått över till den starkare Napier Sabre Mk. IIB-motorn. De sista serierna ska även ha försets med den ännu starkare Napier Sabre Mk. IIC-motorn.
Ytterligare en variant av Tempest Mk. V som utprövades var en pansarvärnsvariant försedd med två stycken Vickers 47 mm Class P ("PV") pansarvärnskanoner. Dessa satt monterade i beväpningskapslar som bars på var vinges bombbalksläge och var försedda med 38 skott var. En prototyp byggdes men projektet skrotades på grund av krigsslutet.
Ett okänt antal Tempest Mk. V byggdes även om till målbogserare efter andra världskriget. Dessa betecknades Tempest T.T. Mk. 5 (T.T. för Target Tug).

### Tempest Mk. VI

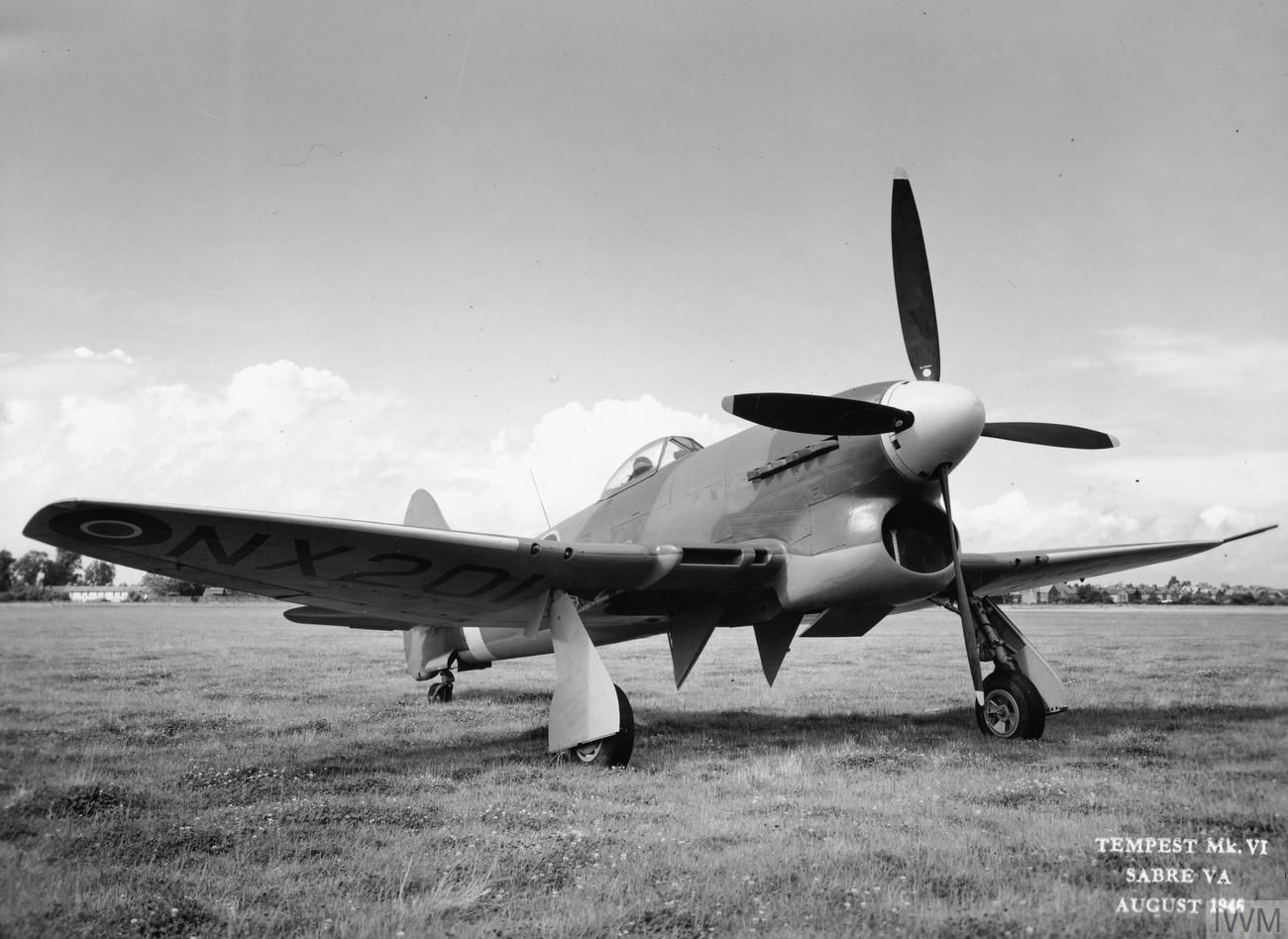
Tempest Mk. VI produktionsmodell, NX201, med Napier Sabre Mk. V radmotor.

Tempest Mk. V var en ensitsig variant av Tempest försedd med Napier Sabre Mk. V radmotor baserad på och till stor del identisk med Tempest Mk. V Serie 2. Planet lär ha betecknats Tempest F. Mk. VI och beväpningen lär ha varit identisk till Tempest Mk. V. Som tredje och sista produktionsvariant av Tempest kom 142 stycken Tempest Mk. VI att byggas av Hawker vid Langley.

### Bilder över varianter

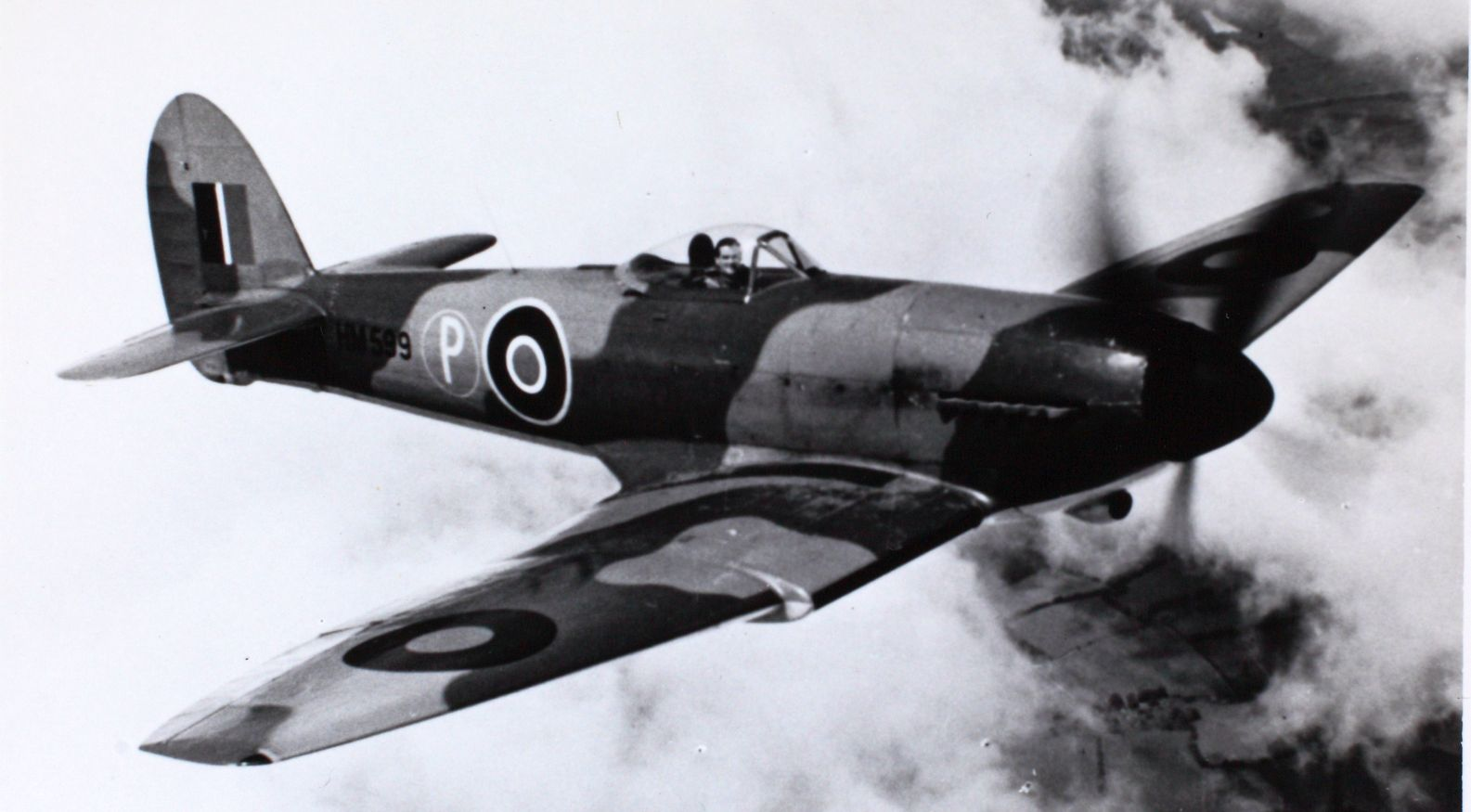
Tempest Mk. I prototyp, HM599, här utan beväpning.
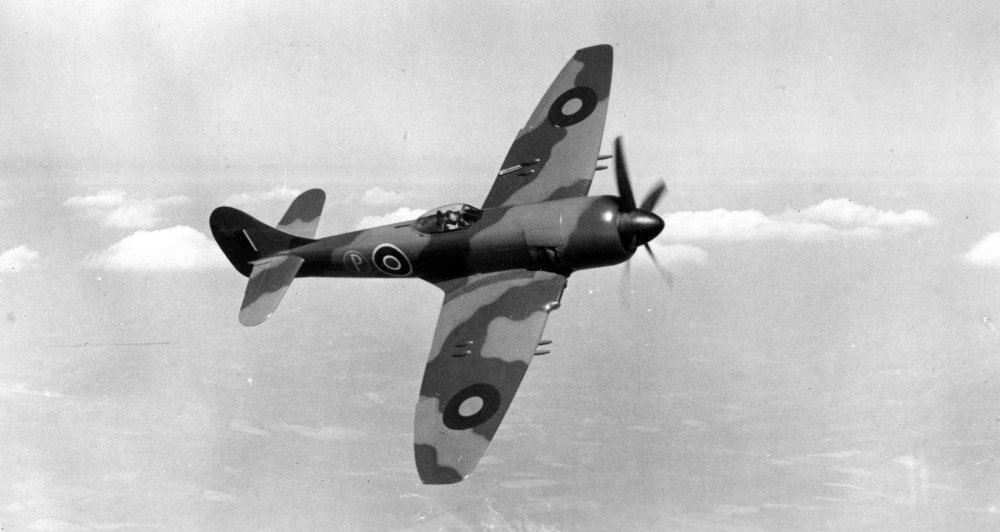
Tempest Mk. II prototyp, LA607, med Centaurus Mk. IV stjärnmotor.
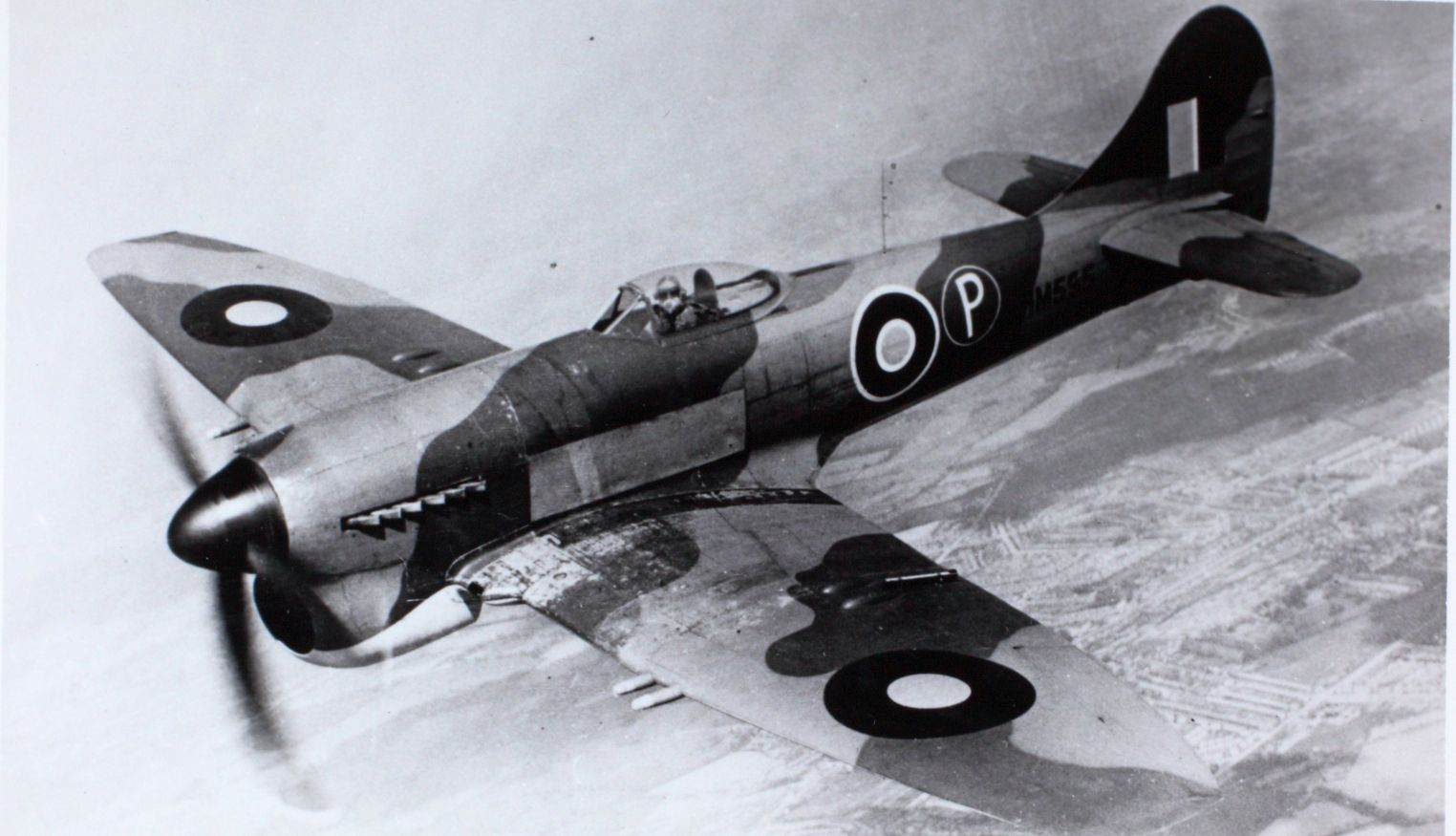
Tempest Mk. V prototyp. Notera dess 20 mm Hispano Mk. II automatkanoner med långt eldrör.
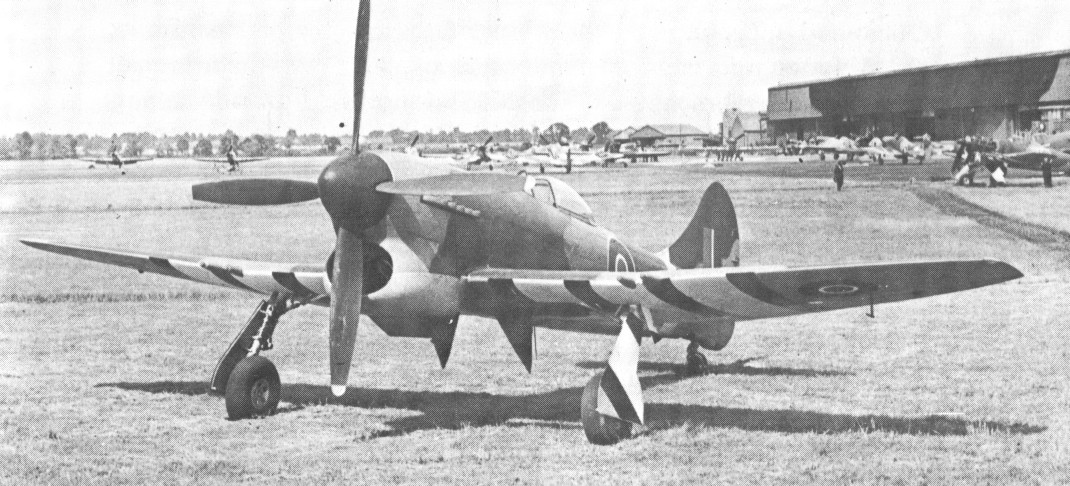
Tempest F. Mk. V Serie 1 med 20 mm Hispano Mk. II automatkanoner med långt eldrör.
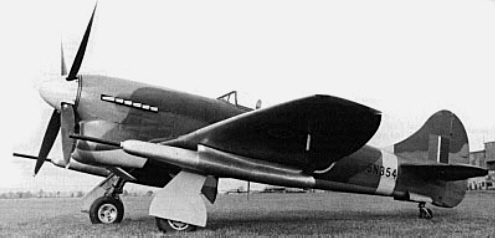
Tempest F. Mk. V Serie 2 med experimentella 47 mm PV (Class-P "Vickers") pv-akan-kapslar.
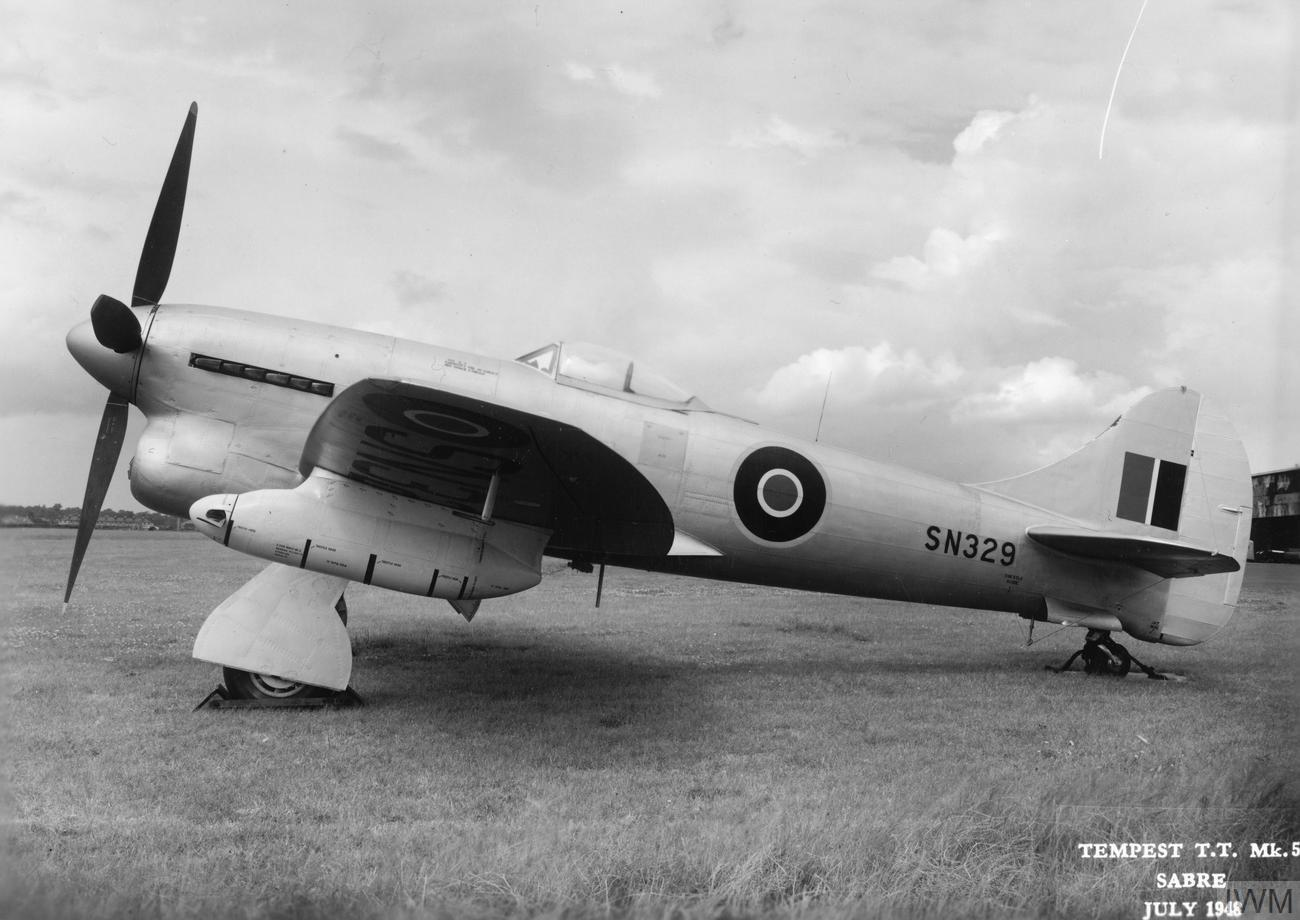
Tempest T.T. Mk. 5 målbogserare

## Data
| Tempestvariant    | Mk. I                                   | Mk. II                                        | Mk. II                                        | Mk. III                                 | Mk. IV                                  | Mk. V                                         | Mk. V                                         | Mk. V                                         | Mk. VI                                      |
| Tempestvariant    | Mk. I                                   | F. Mk. II                                     | F.B. Mk. II                                   | Mk. III                                 | Mk. IV                                  | Serie 1                                       | Serie 2                                       | Serie 2                                       | Mk. VI                                      |
| ----------------- | --------------------------------------- | --------------------------------------------- | --------------------------------------------- | --------------------------------------- | --------------------------------------- | --------------------------------------------- | --------------------------------------------- | --------------------------------------------- | ------------------------------------------- |
| Motor             | Napier Sabre                            | Bristol Centaurus                             | Bristol Centaurus                             | Rolls-Royce Griffon                     | Rolls-Royce Griffon                     | Napier Sabre                                  | Napier Sabre                                  | Napier Sabre                                  | Napier Sabre                                |
| Motor             | Mk. IV                                  | Mk. V                                         | Mk. V                                         | Griffon 85                              | Griffon 61                              | Mk. IIA                                       | Mk. IIB                                       | Mk. IIC                                       | Mk. V                                       |
| Motorstyrka       | 2 240 hk                                | 2 520 hk                                      | 2 520 hk                                      | 2 385 hk                                | 2 035 hk                                | 2 180 hk                                      | 2 200 hk                                      | 2 260 hk                                      | 2 340 hk                                    |
| Propellerdiameter | -                                       | 3 886 mm                                      | 3 886 mm                                      | -                                       | -                                       | 4 267 mm                                      | 4 267 mm                                      | 4 267 mm                                      | 4 267 mm                                    |
| Maxhastighet      | 750 km/t                                | - 711 km/t vid 4 572 m - 711 km/t vid 4 633 m | - 711 km/t vid 4 572 m - 711 km/t vid 4 633 m | -                                       | -                                       | - 700 km/t vid 5 334 m - 686 km/t vid 5 639 m | - 700 km/t vid 5 334 m - 686 km/t vid 5 639 m | - 700 km/t vid 5 334 m - 686 km/t vid 5 639 m | 705 km/t vid 5 425 m                        |
| Stighastighet     | -                                       | 17 m/s till 4 570 m                           | 17 m/s till 4 570 m                           | -                                       | -                                       | 15,2 m/s till 4 570 m                         | 15,2 m/s till 4 570 m                         | 15,2 m/s till 4 570 m                         | 16.1 m/s till 4 570 m                       |
| Max flyghöjd      |                                         | 11 430 m                                      | 11 430 m                                      |                                         |                                         | 11 100 m                                      | 11 100 m                                      | 11 100 m                                      |                                             |
| Räckvidd (normal) | -                                       | 1 287,5 km                                    | 1 287,5 km                                    | -                                       | -                                       | 1 190,9 km                                    | 1 190,9 km                                    | 1 190,9 km                                    | 1 207,0 km                                  |
| Räckvidd (max)    | -                                       | 2 639,3 km                                    | 2 639,3 km                                    | -                                       | -                                       | 2 462,3 km                                    | 2 462,3 km                                    | 2 462,3 km                                    | -                                           |
| Vingspann         | 12,5 m                                  | 12,5 m                                        | 12,5 m                                        | 12,5 m                                  | 12,5 m                                  | 12,5 m                                        | 12,5 m                                        | 12,5 m                                        | 12,5 m                                      |
| Vingarea          | -                                       | 28,06 m²                                      | 28,06 m²                                      | -                                       | -                                       | 28,06 m²                                      | 28,06 m²                                      | 28,06 m²                                      | 28,06 m²                                    |
| Längd             | -                                       | 10,49 m                                       | 10,49 m                                       | -                                       | -                                       | 10,26 m                                       | 10,26 m                                       | 10,26 m                                       | 10,32 m                                     |
| Höjd (stjärt ner) | -                                       | 4,42 m                                        | 4,42 m                                        | -                                       | -                                       | 4,90 m                                        | 4,90 m                                        | 4,90 m                                        | 4,90 m                                      |
| Höjd (stjärt upp) | -                                       | -                                             | -                                             | -                                       | -                                       | -                                             | -                                             | -                                             | -                                           |
| Tomvikt           | -                                       | 4 037 kg                                      | 4 037 kg                                      | -                                       | -                                       | 4 082 kg                                      | 4 082 kg                                      | 4 082 kg                                      | 4 150 kg                                    |
| Stridsvikt        | -                                       | 5 352 kg                                      | 5 352 kg                                      | -                                       | -                                       | 5 171 kg                                      | 5 171 kg                                      | 5 171 kg                                      | 5 243 kg                                    |
| Maxvikt           | -                                       | 6 010 kg                                      | 6 010 kg                                      | -                                       | -                                       | 6 142 kg                                      | 6 142 kg                                      | 6 142 kg                                      | 6 214 kg                                    |
| 20 mm akan        | 4 × Hispano Mk.II                       | 4 × Hispano Mk.V                              | 4 × Hispano Mk.V                              | -                                       | -                                       | 4 × Hispano Mk.II                             | 4 × Hispano Mk.V                              | 4 × Hispano Mk.V                              | 4 × Hispano Mk.V                            |
| Patroner          | -                                       | 628 totalt 162 (inre akan) 152 (yttre akan)   | 628 totalt 162 (inre akan) 152 (yttre akan)   | -                                       | -                                       | 800 totalt 200 (inre akan) 200 (yttre akan)   | 800 totalt 200 (inre akan) 200 (yttre akan)   | 800 totalt 200 (inre akan) 200 (yttre akan)   | 800 totalt 200 (inre akan) 200 (yttre akan) |
| Flygbomber        | -                                       | -                                             | 2 × 250-1000 lb msb                           | -                                       | -                                       | 2 × 250-1000 lb msb                           | 2 × 250-1000 lb msb                           | 2 × 250-1000 lb msb                           | 2 × 250-1000 lb msb                         |
| Attackraketer     | -                                       | -                                             | 8 × RP-3                                      | -                                       | -                                       | 8 × RP-3                                      | 8 × RP-3                                      | 8 × RP-3                                      | 8 × RP-3                                    |
| Källor            | [ 7 ] [ 10 ] [ 13 ] [ 14 ] [ 15 ] [ 6 ] | [ 7 ] [ 10 ] [ 13 ] [ 14 ] [ 15 ] [ 6 ]       | [ 7 ] [ 10 ] [ 13 ] [ 14 ] [ 15 ] [ 6 ]       | [ 7 ] [ 10 ] [ 13 ] [ 14 ] [ 15 ] [ 6 ] | [ 7 ] [ 10 ] [ 13 ] [ 14 ] [ 15 ] [ 6 ] | [ 7 ] [ 10 ] [ 13 ] [ 14 ] [ 15 ] [ 6 ]       | [ 7 ] [ 10 ] [ 13 ] [ 14 ] [ 15 ] [ 6 ]       | [ 7 ] [ 10 ] [ 13 ] [ 14 ] [ 15 ] [ 6 ]       | [ 7 ] [ 10 ] [ 13 ] [ 14 ] [ 15 ] [ 6 ]     |

## Användare
- Indiens flygvapen – 89 Tempest Mk. II använda 1947–1953.
- Kanadas flygvapen – En Tempest Mk. V använd för utvärdering 1946–1947.
- Nya Zeelands flygvapen – No.486 Squadron använde Tempest Mk. V januari 1944 till september 1945.
- Pakistans flygvapen – 24 Tempest Mk. II använda 1948–1953.
- Storbritanniens flygvapen – Totalt 26 divisioner utrustades med Tempests.